# 고성 소천정
고성 소천정(固城 蘇川亭)은 대한민국 경상남도 고성군 구만면 효락리에 있는, 소계 최강(蘇溪 崔堈)의 공적을 기리기 위해 후손들이 세운 정자이다.
1986년 8월 6일 경상남도의 문화재자료 제160호 소천정으로 지정되었다가, 2018년 12월 20일 현재의 명칭으로 변경되었다.

## 개요
소천정은 소계 최강(蘇溪 崔堈)의 공적을 기리기 위해 후손들이 세운 정자이다. 정자를 세운 터는 최강이 어릴 때 무술을 연마한 곳이다. 최강은 1585년(선조 18) 무과에 급제한 뒤 1592년 임진왜란이 일어나자, 형 소호 최균(蘇湖 崔均)과 함께 의병을 일으켜 고성, 진해 사이에서 많은 공을 세웠으며 임진왜란 후에는 경상도좌수사, 충청도수군절도사를 역임했다. 그 공으로 의숙이라는 시호를 받았다.
소천정은 구릉의 서북쪽 비탈면에 남족을 향해 있다. 소천정은 정면 4칸, 측면 1.5칸의 규모이다. 마루와 온돌방으로 구성된 1칸, 툇마루가 딸린 온돌방 2칸, 마루방 1칸으로 구성되어 있다. 지붕은 네모꼴의 처마에 세모꼴의 지붕을 올린 팔작지붕이다.
공포양식은 정면의 툇마루 상부에만 소로로 장식한 소로수장집이며 나머지는 장여수장집이다. 기둥과 기둥 위에 건너 얹어 서까래를 놓도록 하는 도리는 3개이이다. 정면에는 소원문이라는 대문이 있는데 3칸 규모의 홑처마 팔작지붕이다. 이곳에서는 포전실록 1매, 선무원종공신녹훈 교지 1매 등의 유품을 소장하고 있다.

## 참고 문헌
- 고성 소천정 - 국가유산청 국가유산포털